# Tigase
Tigase is een vrije XMPP-server geschreven in Java.
Het opensourceproject werd in oktober 2004 gestart door Artur Hefczyc. Oorspronkelijk had het project als doel de ontwikkeling van een volledig XMPP-compatibele server met achterwaartse compatibiliteit met de oude Jabber-specificatie. Na verloop van tijd werd het project opgesplitst in kleinere delen - de serverimplementatie, xmltools dat een parser voor XML-streams bevat en een testsuite met ingebouwde scripttaal. In de zomer van 2006 vervoegden een programmeerbibliotheek voor clients en een XMPP-client het project. Beiden zijn ook geschreven in Java. Tigase bestaat nu uit volgende subprojecten:
- tigase-server - De Tigase XMPP-server.
- tigase-xmltools - XML-hulpmiddelen, XML-parser en een eenvoudige XML-database.
- tigase-testsuite - Testsuite om XMPP-servers te testen.
- tigase-utils - Een repository met gemeenschappelijke bestanden van de verschillende subprojecten.
- evora - Een XMPP-client.
- jaxmpp - Een XMPP-clientbibliotheek.